# Prasterone enanthate
Prasterone enanthate, còn được gọi là dehydroepiandrosterone enanthate (DHEA-E) và được bán kết hợp với estradiol valerate dưới tên thương hiệu Gynodian Depot trong số những thuốc khác, là một loại thuốc yếu androgen, estrogen và neurosteroid được sử dụng như một thành phần của thuốc nam điều trị các triệu chứng mãn kinh ở phụ nữ. Nó chỉ có sẵn như là một chế phẩm tiêm kết hợp với estradiol valerate. Thuốc được tiêm bằng cách tiêm bắp một lần mỗi 4 tuần.
Prasterone enanthate là một androgen tổng hợp, estrogen và neurosteroid. Nó là một ester steroid và một tiền chất lâu dài của prasterone (dehydroepiandrosterone; DHEA) trong cơ thể. Prasterone là một prohormone tự nhiên của androgen và estrogen và do đó là một chất chủ vận của thụ thể androgen và estrogen, mục tiêu sinh học tương ứng của androgen như testosterone và estrogen như estradiol. Prasterone cũng có nhiều hoạt động riêng, bao gồm neurosteroid và các hoạt động khác. Một mũi tiêm prasterone enanthate có thời gian tác dụng theo mức độ prasterone tăng lên khoảng 18 ngày.
Sự kết hợp của estradiol valerate và prasterone enanthate đã được phát triển vào đầu năm 1966 và được giới thiệu cho sử dụng y tế vào năm 1975. Công thức này được bán trên thị trường khắp châu Âu và cũng có sẵn ở một số nước Mỹ Latinh và Ai Cập. Nó không có sẵn ở bất kỳ quốc gia chủ yếu nói tiếng Anh.

## Sử dụng trong y tế
Sự kết hợp của estradiol valerate và prasterone enanthate được sử dụng trong liệu pháp hormon mãn kinh để điều trị các triệu chứng mãn kinh ở phụ nữ quanh và sau mãn kinh. Estradiol valerate phục vụ như một estrogen trong chế phẩm, trong khi prasterone enanthate được dự định để phục vụ như một androgen yếu. Người ta cho rằng việc đưa prasterone enanthate vào công thức có thể cung cấp thêm lợi ích hướng thần.
Testosterone không làm mất đimột
| Uống | Hà Lan                                                                                 |                      |                                                                                |                                  |
| Uống | Methyltestosterone b                                                                   | Metandren; Estratest | 0,5 sắt10 mg / ngày                                                            |                                  |
| Uống | Normethandrone a, b                                                                    | Máy tính bảng        | Ginecoside                                                                     | 5 mg / ngày                      |
| Uống | Têrêxa a                                                                               | Máy tính bảng        | Sinh động                                                                      | 1,25 2,52,5 mg / ngày            |
| Uống | Prasterone (<abbr title="<nowiki>dehydroepiandrosterone</nowiki>">DHEA) c              | Máy tính bảng        | <abbr title="<nowiki>Not applicable</nowiki>">Không có                         | 25 con100 mg / ngày              |
| Dưới lưỡi | Testosterone d                                                                         | Máy tính bảng        | <abbr title="<nowiki>Not applicable</nowiki>">Không có                         | 0,25 sắt0,5 mg / ngày            |
| Dưới lưỡi | Methyltestosterone                                                                     | Máy tính bảng        | Metandren                                                                      | 0,25 mg / ngày                   |
| Xuyên da | Testosterone a                                                                         | Vá                   | Xâm nhập                                                                       | 150 con300 μg / ngày             |
| Xuyên da | Testosterone                                                                           | Kem; Gel             | AndroGel                                                                       | năm con10 mg / ngày              |
| Âm đạo | Testosterone d                                                                         | Kem; Gel             | <abbr title="<nowiki>Not applicable</nowiki>">Không có                         | ? mg 1x / 1 Lần3 ngày            |
| Âm đạo | Testosterone d                                                                         | Thuốc đạn            | <abbr title="<nowiki>Not applicable</nowiki>">Không có                         | 1 mg 1x / 2 ngày                 |
| Âm đạo | Prasterone (<abbr title="<nowiki>dehydroepiandrosterone</nowiki>">DHEA)                | Chèn                 | Intrarosa                                                                      | 6,5 mg / ngày                    |
| Tiêm bắp | Testosterone enanthate b                                                               | Dầu                  | Delatestryl; Kho nguyên thủy                                                   | 25 trận 100 mg 1x / 4 trận6 tuần |
| Tiêm bắp | Testosterone cypionate b                                                               | Dầu                  | <abbr title="<nowiki>Depo-Testosterone</nowiki>">Depo-Testost.; Depo-Testadiol | 25 trận 100 mg 1x / 4 trận6 tuần |
| Tiêm bắp | Testosterone isobutyrate a, b                                                          | Nước                 | Femandren M, Folivirin                                                         | 25 trận50 mg 1x / 4 trận6 tuần   |
| Tiêm bắp | Testosterone <abbr title="<nowiki>enanthate benzilic acid hydrazone</nowiki>">EBH b, e | Dầu                  | Climacteron                                                                    | 150 mg 1x / 4 tuần8              |
| Tiêm bắp | Nandrolone decanoate                                                                   | Dầu                  | Deca-Durabolin                                                                 | 25 trận5050 1x / 6 trận12 tuần   |
| Tiêm bắp | Prasterone làm từ thiện a, b                                                           | Dầu                  | Kho Gynodian                                                                   | 200 mg 1x / 4 tuần6              |
| Tiêm dưới da | Testosterone                                                                           | Cấy ghép             | Testopel                                                                       | 50 con100 mg 1x / 3 trận6 tháng  |
| Chú thích: a = Không có sẵn hoặc không còn có sẵn ở Hoa Kỳ. b = Một mình và/hoặc kết hợp với estrogen. c = Không kê đơn. d = Chỉ hợp chất. e = Ngưng. Nguồn: Xem mẫu. |                                                                                        |                      |                                                                                |                                  |

### Các hình thức có sẵn
Prasterone enanthate chỉ có sẵn dưới dạng công thức kết hợp của 4 mg estradiol valerate và 200 mg prasterone enanthate trong dầu cho tiêm bắp.

## Tác dụng phụ
Prasterone enanthate, kết hợp với estradiol valat ở liều dùng sử dụng trên lâm sàng, không có tác dụng phụ nam tính. Điều này trái ngược với sự kết hợp của estrogen với các androgen khác, chẳng hạn như estrogen testosterone.

## Dược lý

### Dược động học

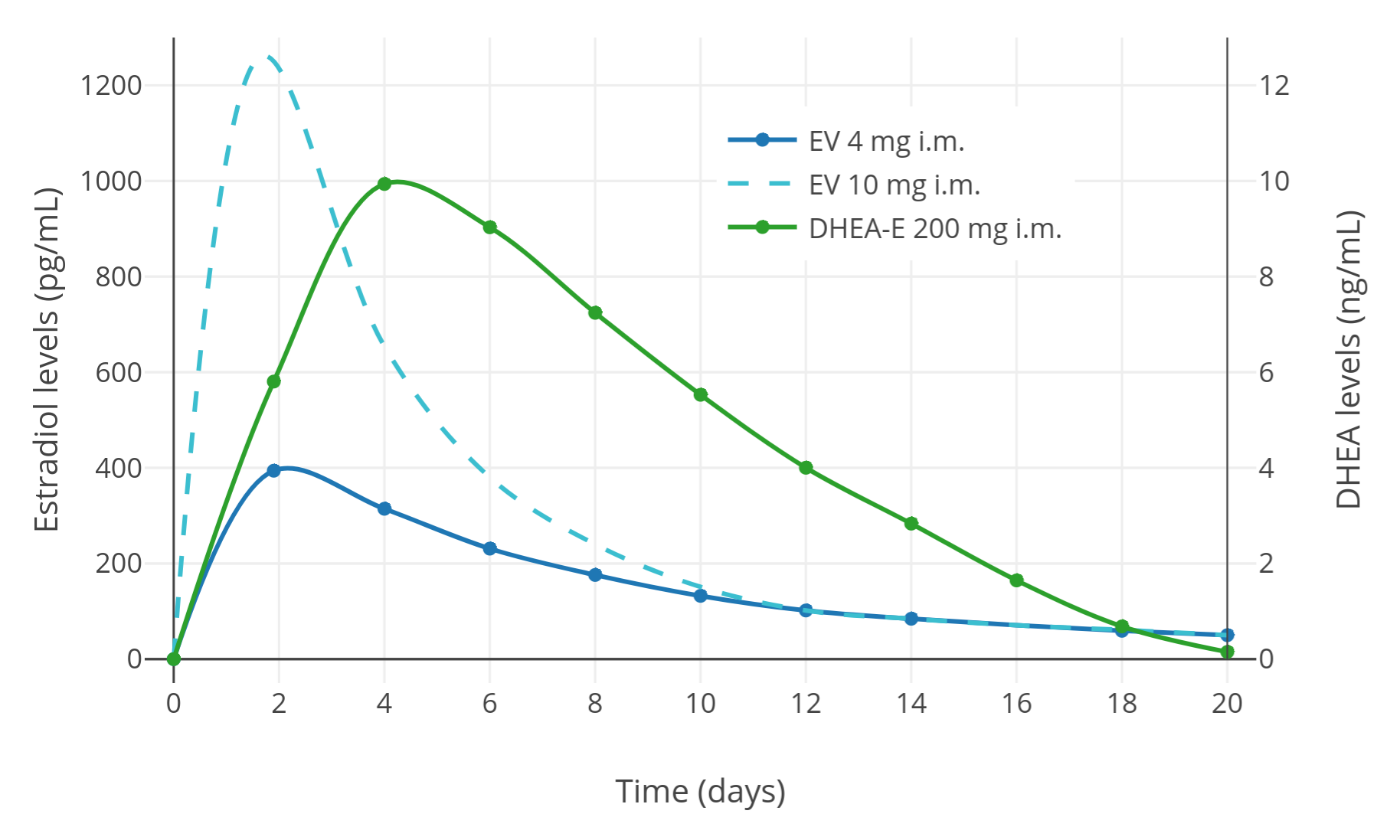
Nồng độ estradiol và DHEA sau khi tiêm bắp Gynodian Depot (4 tiêm bắp) mg estradiol valates, 200 mg prasterone enanthate trong dầu) ở phụ nữ.

Dược động học của prasterone enanthate đã được đánh giá trong một số nghiên cứu.
Prasterone enanthate là một tiền chất của prasterone trong cơ thể. Nó được thủy phân hoàn toàn thành prasterone và axit heptanoic (axit enanthic) sau khi hấp thụ từ kho mô sau khi tiêm bắp.
Mức độ đỉnh của DHEA vào khoảng 9 ng/mL trong vòng 1 đến 4 ngày tiêm prasterone enanthate. Sau đó, mức độ DHEA trở về mức cơ bản khoảng 18 ngày sau tiêm. Prasterone enanthate có thời gian bán hủy khoảng 9 ngày  Thời gian bán hủy trong huyết tương của DHEA/prasterone enanthate sau khi tiêm tĩnh mạch là khoảng 44 phút  Thời gian bán hủy của các chất chuyển hóa DHEA lên tới 3,6 ngày.
Trong vòng 30 ngày, 91% liều prasterone enanthate được loại bỏ. Xấp xỉ 94% được bài tiết qua nước tiểu và 6% qua phân. Prasterone enanthate được loại bỏ chủ yếu dưới dạng các chất chuyển hóa và liên hợp.

## Hóa học
Prasterone enanthate, còn được gọi là 5-dehydroepiandrosterone 3β-enanthate hoặc như androst-5-en-3β-ol-17-one 3β-heptanoate, là một androstane steroid tổng hợp và C3β heptanoate (enanthate) este của prasterone (5-dehydroepiandrosterone).

## Lịch sử
Prasterone enanthate được cấp bằng sáng chế bởi Schering vào năm 1968 và 1971. Sự kết hợp giữa estradiol val Cả và prasterone enanthate được Schering phát triển và đưa ra thị trường, lần đầu tiên được thử nghiệm lâm sàng vào đầu năm 1966, lần đầu tiên được mô tả trong tài liệu khoa học vào năm 1972, và lần đầu tiên được giới thiệu cho sử dụng y tế vào tháng 4 năm 1975.

## Xã hội và văn hoá

### Tên biệt dược
Tên thương hiệu chính của sự kết hợp giữa estradiol val Cả và prasterone enanthate là Gynodian Depot. Các tên thương hiệu khác của công thức này bao gồm Binodian Depot, Cidodian Depot, Klimax và Supligol NF.

### Tính khả dụng
Sự kết hợp của estradiol val Cả và prasterone enanthate được bán rộng rãi trên khắp châu Âu, và cũng có sẵn ở một số nước Mỹ Latinh và Ai Cập. Ở châu Âu, nó có sẵn ở Áo, Cộng hòa Séc, Pháp, Đức, Ý, Ba Lan, Nga, Tây Ban Nha và Thụy Sĩ. Ở Mỹ Latinh, nó có sẵn ở Argentina, Chile, México và Venezuela. Thuốc này không có sẵn ở bất kỳ quốc gia chủ yếu nói tiếng Anh, bao gồm Hoa Kỳ, Canada, Vương quốc Anh, Ireland, Úc, New Zealand hoặc Nam Phi.